# 門應兆
門應兆（生卒年不詳），字吉占，正黃旗漢軍人，清朝官員、畫家。

## 生平
乾隆年間由理藩院派充四庫館繪圖分校官。乾隆五十二年（1787年），官寧國府知府。擅長界畫、人物、寫真與花卉，繪有《西清硯譜》。